# Computer Aided Facility Management
Il CAFM (Computer Aided Facility Management) è una tecnologia software che rende semplice e possibile l'accesso a tutte le informazioni legate agli asset patrimoniali attraverso un sistema integrato di data base alfanumerici e grafici. 
Questa tecnologia può diventare straordinariamente efficace se viene integrata con il GIS e riesce a restituire anche informazioni territoriali.